# 坡路村
坡路村（英語：Pape Village）是加拿大安大略省多倫多的一個商業區，位於舊東約克（Old East York）附近。這是一條混合用途的購物街，主要由小型零售、食肆及個人服務用途組成。

## 位置
該商業區位於東約克的摩地麻路（Mortimer Avenue）與甘博路（Gamble Avenue）之間的坡路（Pape Avenue）路段沿線。南部是希臘城（Greektown），西部及北部是當河谷（Don Valley）。
雖然坡路村這個名字最初是當地商業營銷的產物，但一些地產經紀及當地居民後來也使用這個詞來指代相鄰的住宅區，即舊東約克（Old East York）。

## 商業促進區
坡路村商業促進區代表着坡路（Pape Avenue）沿線約110家企業，致力於促進和美化該地區。由於坡路村現有的大部分建築可追溯到1940年代及1950年代，多倫多市於2003年對該地區採用了一項新的社區改善計劃，以幫助當地企業翻新及修復老化的商業外牆。

## 外部連結
- City of Toronto - Pape Village BIA （页面存档备份，存于）
- Pape Village Community Improvement Plan By-law （页面存档备份，存于）